# Euclides da Cunha
Euclides Rodrigues Pimenta da Cunha (født 20. januar 1866 i Rio de Janeiro, død 15. august 1909 i Rio de Janeiro) var en brasiliansk forfatter, journalist og ingeniør. Hans Os Sertões anses for et af hovedværkerne i Brasiliens litteratur.
Brasilien var på den tid et konservativt kejserdømme; men Euclydes da Cunha opvoksede i kredse, hvor man var meget opmærksom på de nyeste ideer fra Europa. Ligesom mange af tidens europæiske og nordamerikanske forfattere blev han påvirket af Herbert Spencer og Charles Darwin og deres ideer om evolution. En anden vigtig påvirkning var de politiske frihedsidealer fra bl.a. Frankrig.
Han blev ingeniør fra en militærskole og ville fortsætte en militær løbebane. Hans republikanske ideer bragte ham dog i konflikt med hans foresatte, så han i stedet valgte at leve som journalist. Da kejserdømmet i 1889 var blevet styrtet og Brasilien var blevet republik, indtrådte han igen i militæret.
Også under republikken var Cunha skarpt kritisk over for regeringen, og i 1893 faldt han i unåde og forlod militæret. Han ledede forskellige ingeniørarbejder og arbejdede som journalist. I 1896 udbrød det oprør, som udgør en del af baggrunden for Os Sertões. Cunha sluttede sig til oprøret. Han begyndte at arbejde på bogen allerede under kampene; men arbejdet greb om sig og kom til at vare fem år.
Os Sertões blev en stor succes, da den udkom i 1902. Cunha modtog mange udmærkelser, og i 1903 blev han optaget i det brasilianske akademi. Bogen medvirkede dog også til at skaffe ham flere politiske fjender, navnlig i militæret. 15. august 1909 blev han skudt på åben gade af en soldat, måske som følge af et rygte om, at han arbejdede på en fortsættelse[kilde mangler]. På det tidspunkt havde han netop tiltrådt en stilling som professor.
Nobelprisvinderen Mario Vargas Llosa skriver om samme oprør i sin La guerra del fin del mundo i 1981 – og dedikerer sin roman til Cunha.